# Iwan Kraskowski

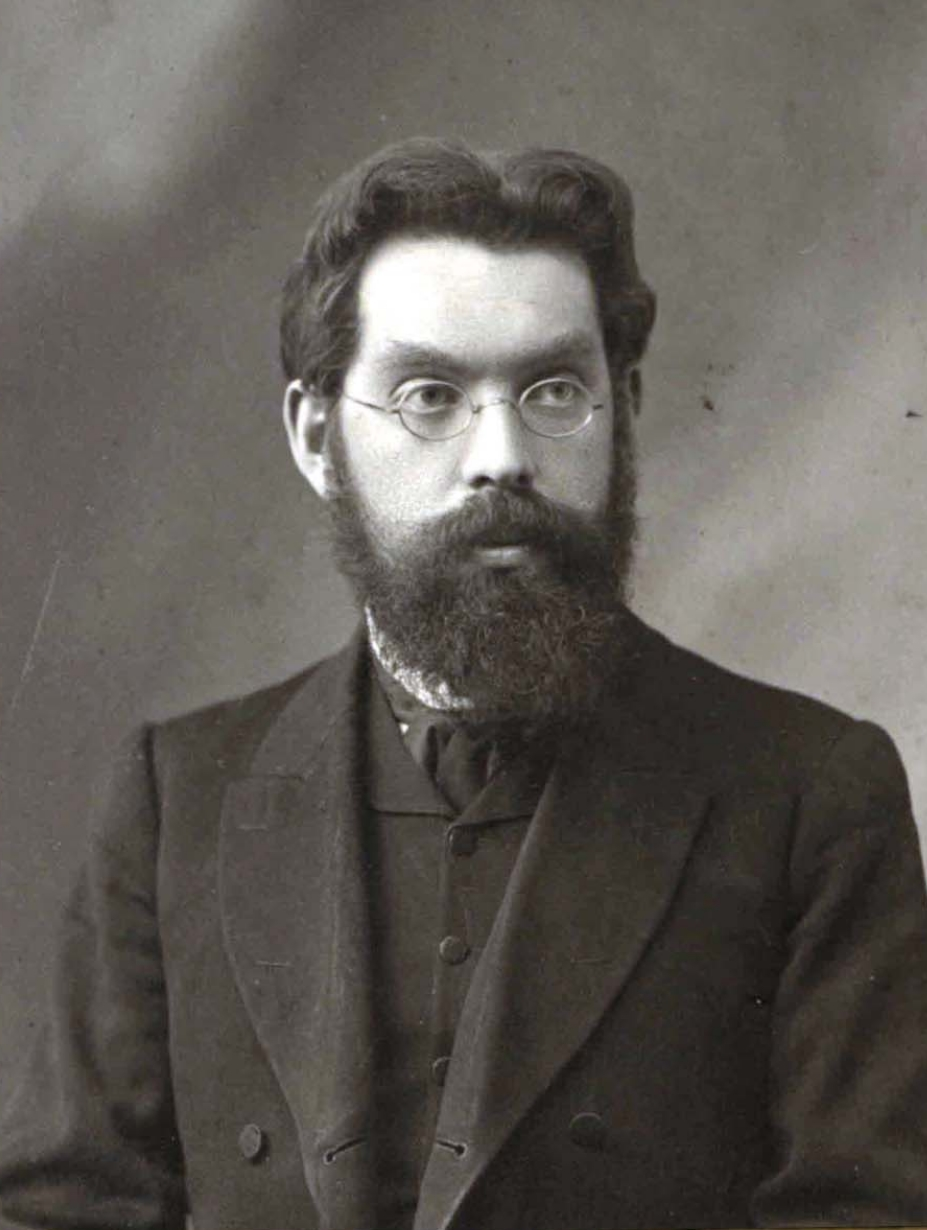
Fotografia szefa misji dyplomatycznej Ukraińskiej Republiki Ludowej w Gruzji, I. Kraskowskiego

Iwan Ignatowicz Krasowski (ur. 24 czerwca 1880 w Dubiczach Cerkiewnych, zm. 23 sierpnia 1955 w Bratysławie) – białoruski i ukraiński działacz polityczny, publicysta, pedagog. Członek rządu Ukraińskiej Republiki Ludowej, szef misji dyplomatycznej URL na Kaukazie, konsultant białoruskiej delegacji w trakcie rozmów z URL. Członek Białoruskiej Socjalistycznej Hramady, Białoruskiej Partii Socjaldemokratycznej.

## Biografia
Urodził się 24 czerwca 1880 roku we wsi Dubicze Cerkiewne (powiat bielski, woj. grodzieńskie, obecnie woj. podlaskie). Ukończył gimnazjum w Wilnie. W latach 1903–1905 studiował na Wydziale Historyczno-Filologicznym Uniwersytetu Warszawskiego, uczestniczył w nielegalnym zrzeszeniu studentów, za co został wydalony z uczelni. Przeniósł się do Petersburga, gdzie kontynuował studia na tamtejszym uniwersytecie na kierunku historyczno-ekonomicznym. Po ukończeniu studiów w 1907 r. przeniósł się do Wilna, gdzie do 1914 nauczał w gimnazjach i uczestniczył w białoruskim ruchu społecznym.
Latem 1915 przeniósł się do Kijowa, gdzie brał czynny udział w wydarzeniach politycznych, wstąpił do Ukraińskiej Partii Socjalistów-Federalistów, a w 1916 został wybrany na członka komitetu Wszechrosyjskiego Związku Miast Frontu Południowo-Zachodniego. Kraskowski brał czynny udział w rewolucyjnych wydarzeniach wiosny 1917 roku na Ukrainie.
Pod koniec kwietnia 1917 r., w czasie okupacji halickiej, został powołany przez Rząd Tymczasowy na komisarza guberni tarnopolskiej halickiej generalnej guberni. W lipcu wojska rosyjskie opuściły prawie całe terytorium guberni, ale Kraskowski utrzymał swoją pozycję w ramach Ukraińskiej Republiki Ludowej.
We wrześniu 1917 reprezentował białoruskie organizacje narodowe na Zjeździe Ludowym w Kijowie. Został mianowany przez tymczasowy rząd ukraiński na komisarza w Tarnopolu. Od grudnia 1917 Kraskowski działa w rządzie Ukraińskiej Republiki Ludowej – sekretarz generalny (minister ludowy) spraw wewnętrznych Ukraińskiej Republiki Ludowej, Wołodymyr Wynnyczenko, mianował Kraskowskiego swoim zastępcą. Następnie przeniósł się do Ministerstwa Spraw Zagranicznych, którym kierował Dmytro Doroszenko. Po zatwierdzeniu władzy Dyrektoriatu Ukraińskiej Republiki Ludowej został mianowany zastępcą ministra spraw zagranicznych i ambasadorem Ukraińskiej Republiki Ludowej w Gruzji. Następnie jako szef ukraińskiej misji dyplomatycznej na Kaukazie współpracował z instytucjami rządowymi Kubania w latach 1917–1920 na rzecz zjednoczenia z Ukrainą. W 1918 został ambasadorem Ukraińskiej Republiki Ludowej w Gruzji. Pracując w rządzie ukraiński był także konsultantem delegacji Białoruskiej Republiki Ludowej w negocjacjach z ukraińskim rządem. 10 października 1918 został również upoważniony przez Sekretariat Ludowy BNR do prowadzenia negocjacji z rządami Rosji i Ukrainy w sprawie oficjalnego uznania niepodległości Białorusi.
W 1920 był przewodniczącym Białoruskiego Komitetu Narodowego w Wilnie. W nocy z 19 na 20 stycznia 1922 r. został aresztowany przez władze polskie wraz z 32 innymi działaczy białoruskimi i łotewskimi, w związku ze wzmożoną agitacją przeciwko wyborom do Sejmu Wileńskiego. Przesiadywał w więzieniu. Dzięki naciskom Litwy w lutym 1922 r. został przeniesiony na Łotwę. W 1922 został dyrektorem Białoruskiego Gimnazjum Państwowego w Dyneburgu na Łotwie.
Po klęsce rewolucji ukraińskiej w 1921 przebywał w Polsce, potem na Litwie i Łotwie. W 1925 r. przeniósł się do ZSRR, osiadł w Mińsku, pracował w Wydziale Planowania Państwowego Białoruskiej SRR i jednocześnie był profesorem nadzwyczajnym na Uniwersytecie Białoruskim.
Od 1925 mieszkał w Mińsku, gdzie był pracował na stanowisku profesora nadzwyczajnego na Białoruskim Uniwersytecie Państwowym. Pracował również w Instytucie Kultury Białoruskiej, Narodowej Akademii Nauk Białoruskiej SRR. Był także członkiem Prezydium Państwowego Komitetu Planowania ZSRR (Gospłan).
W 1930 został przeniesiony do Moskwy do pracy w Gospłanie. Aresztowany 8 lipca 1930 przez OGPU pod zarzutem przynależności do Związku Wyzwolenia Białorusi. W 1931 został zesłany na 5 lat do Samary, gdzie pracował w regionalnej administracji planowania. Został ponownie aresztowany 4 listopada 1937 r., ale 19 marca 1940 r. śledztwo wobec niego umorzono w wyniku specjalnych obrad NKWD. Później, aż do przejścia na emeryturę w 1949 r., pracował jako nauczyciel w osadach obwodu kujbyszewskiego.
W 1953 wyjechał do Czechosłowacji do córki. Zmarł 23 sierpnia 1955 w Bratysławie.
Rehabilitowany pierwszym wyrokiem 22 maja 1962 r. oraz drugim przez Sąd Okręgowy w Kujbyszewie 10 czerwca 1988 r.
Został pochowany na cmentarzu Slávičie údolie w Bratysławie.